# Tulrampator
Tulrampator (razvojni kodni naziv S-47445, CX-1632) je pozitivni alosterični modulator (PAM) AMPA receptora (AMPAR), jonotropni glutamatni receptor, koji je u razvoju od strane RespireRx Pharmaceuticals (ranije Cortex Pharmaceuticals) i Servier za lečenje teškog depresivnog poremećaja (kao pomoćno sredstvo), Alchajmerove bolesti, demencije, i blagog kognitivnog oštećenja. Tulrampator je bio u fazi II kliničkog ispitivanja za depresiju, ali nije pokazao superiornost nad placebom. Postoje takođe klinička ispitivanja faze II za Alchajmerovu bolest i ispitivanja faze I za demenciju i blago kognitivno oštećenje.
Tulrampator je AMPAR potenciator sa „visokim uticajem” za razliku od AMPAR potenciatora „malog uticaja”, kao što su CX-516 i njegov kongener farampator (CX-691, ORG-24448), i može da izazove snažnija povećanja AMPAR aktivacije. Kod životinja, AMPAR potenciatori visokog uticaja poboljšavaju kogniciju i pamćenje pri niskim dozama, ali izazivaju poremećaje motoričke koordinacije, konvulzije i neurotoksičnost pri većim dozama. Utvrđeno je da sam Tulrampator kod životinja poboljšava kogniciju i pamćenje, da proizvodi antidepresivne, antianhedonske i anksiolitičke efekte i da ima neurotrofne i neuroplastične aktivnosti. Štaviše, otkriveno je da povećava nivoe neurotrofičnog faktora koji potiče od mozga (BDNF) u hipokampusu i da stimuliše neurogenezu hipokampusa.
Brzo delujući antidepresivni efekti antagonista NMDA receptora ketamina su posredovani indirektnom/nizvodnom aktivacijom AMPAR. O tome svedoči činjenica da su njegovi efekti slični antidepresivima kod životinja blokirani antagonistom AMPAR NBQX. Kao takav, tulrampator može biti antidepresiv brzog dejstva slično ketaminu, ali bez njegovih disocijativnih/halucinogenih i izvesnih drugih neželjenih efekata (npr. urotoksičnost).

## Spoljašnje veze
- Tulrampator (S-47445, CX-1632) - AdisInsight
- Tulrampator (S-47445, CX-1632) - Alzforum